# Papstwahl 1254
Die Papstwahl von 1254 (11.–12. Dezember), fand nach dem Tod von Papst Innozenz IV. statt und endete mit der Wahl von Rinaldo Conti, der den Namen Alexander IV. annahm. Die Wahl wurde in Neapel, im Palazzo des verstorbenen Petrus de Vinea (Pietro della Vigna) abgehalten, und erforderte nur einen Tag.

## Friedrich II. und Innozenz IV.
Innozenz IV., der am 25. Juni 1243 nach mehr als 19-monatiger Sedisvakanz gewählt wurde, übernahm als wichtigste Aufgabe die Zerstörung Friedrichs II., der von seinem Vorgänger Gregor IX. am 20. März 1239 und von zahlreichen anderen Kardinälen und Bischöfen exkommuniziert worden war. Er musste am 7. Juni 1244 aus Rom fliehen; am 7. Juli erreichte er, an Fieber und Ruhr leidend, Genua. Dort blieb er bis zum Oktober 1244, Ende November überquerte er die Alpen und erreichte Lyon. Dort blieb er bis Mitte April 1251 im Exil. Er hielt 1245 in Lyon ein Konzil ab, mit etwa 150 Bischöfen (eine für ihn enttäuschende Zahl), und erließ einen Befehl, Friedrich und auch seinen Sohn Konrad abzusetzen. Ludwig IX. von Frankreich versuchte, einen Frieden zu vermitteln, blieb aber erfolglos: beide Seiten wollten Blut sehen. Es gab sogar einen Mordversuch gegen das Leben Friedrichs, ausgeführt von Tibaldo Francesco, einem ehemaligen Podestà von Parma, dem die Krone von Sizilien versprochen worden war (Sizilien war päpstliches Lehen). Als Friedrich das Komplott entdeckte, wurden 150 Menschen hingerichtet. Im Mai 1246 wurde mit aktiver Unterstützung des Papstes mit Heinrich Raspe IV. Landgraf von Thüringen ein neuer römischer König gegen Friedrich gewählt. Heinrich Raspe gelang es im August 1246, Konrad in der Schlacht bei Frankfurt zu besiegen, aber sein Tod verhinderte, dass er seinem Erfolg nutzen konnte. Ein neuer König, Wilhelm von Holland, wurde im Oktober 1247 gewählt, wurde aber 1250 von Konrad besiegt. Friedrichs bester Freund Pietro della Vigna wurde beschuldigt, versucht zu haben, Friedrich durch Gift zu ermorden, er wurde gefasst und geblendet; bevor er auf Lebenszeit eingesperrt werden konnte (oder Schlimmeres), beging er Selbstmord (1249). Friedrich bestand darauf, dass die treibende Kraft hinter der Verschwörung der Papst gewesen sei. Während seines Feldzugs in Italien starb Friedrich am 13. Dezember 1250 an der Ruhr. Er vererbte die Krone Siziliens, sein erstes Erbe, seinem Sohn Konrad IV. Papst Innozenz wurde davon getrieben, die Staufer loszuwerden, und bot Richard von Cornwall, dem Bruder des Königs Heinrich III. von England, sowohl vor und nach dem Tod Konrads, und dann Karl von Anjou, dem Bruder Ludwigs IX., die Krone Siziliens an.
Im nächsten April begann Innozenz seine Heimreise auf dem Seeweg von Marseille nach Genua; er verbrachte den Sommer in der Lombardei und kam Mitte Oktober 1251 in Bologna an. Er erreichte Perugia Anfang November 1251, wo er bis Ende April 1253 residierte, und zog dann nach Assisi weiter. Er verließ Assisi Anfang Oktober 1253 und erreichte schließlich Rom am 12. Oktober. Er blieb im Lateranpalast bis Ende April 1254, bevor er für den Rest des Frühlings nach Assisi zurückkehrte. Er reiste nach Anagni, wo er am 2. Juni ankam und bis zum 8. Oktober blieb, bevor er Montecassino, Capua und Neapel besuchte. Er starb am 7. Dezember 1254 in Neapel
Aber Innozenz IV. war 1251 nicht nach Italien zurückgekehrt, um den Frieden und das Glück zu genießen, das sich aus dem Tod seines großen Feindes ergab. Die Kirche war während des Krieges zwischen Friedrich und Gregor IX. und dann Friedrich und Innozenz IV schwer beschädigt worden.

## Innozenz, Konrad und Manfred
Innozenz hatte eine große Aufgabe vor sich, um das Land und die Güter der Kirche zurückzuerobern und die Hierarchie in der Lombardei, der Toskana und im Königreich Neapel neu zu beleben. Sie musste angesichts des Widerstands der Söhne Friedrichs weitergetrieben werden. Als Innozenz in Bologna ankam, überschritt Konrad, nachdem er seine Geschäfte in Deutschland geordnet hatte, über den Brenner, unterbrach in Verona und dann in Goito, wo er die kaiserlichen Vikare für Italien traf. Die Angelegenheiten der Lombardei wurden für den Moment in Ordnung gebracht. Was auch immer Innozenz während seiner Tour durch die Lombardei erreicht hatte, wurde zunichtegemacht. Konrad nahm dann das Schiff und kam im Januar 1252 in Siponto an. Ein Hoftag wurde im Februar 1252 in Friedrichs Residenz Foggia gehalten, wo er arbeitete, um die Menschen zu erfreuen, die Barone zu gewinnen und zu tun, was er konnte, um freundschaftliche Beziehungen mit den Universitäten von Neapel und Salerno aufzunehmen. Das Geschäft war besonders heikel, da er sich mit seinem jüngeren Bruder Manfred auseinandersetzen musste, der für Friedrich Regent des Königreichs Sizilien war und immer noch der mächtige Fürst von Tarent war.
Im Oktober 1253 fiel Neapel an Conrad. Es war der letzte Hohenstaufen-Besitz, der sich gegen die Brüder gestellt hatte. Aber Misstrauen zwischen Brüdern veranlasste Konrad, Manfred fast alles wegzunehmen, außer dem Fürstentum Tarent, das ihm von seinem Vater, dem Kaiser Friedrich, überlassen worden war. Konrad jedoch starb am 21. Mai 1254 plötzlich an Malaria. Am 8. Oktober brach Papst Innozenz mit einer päpstlichen Armee unter seinem Neffen, dem Kardinal Guglielmo Fieschi, in den Süden auf, um Manfred ein Ende zu machen und die staufische Bedrohung des Papsttums ein für allemal zu beenden. Am 23. Oktober 1254 befreite Innozenz, der zu dieser Zeit in Capua war, Amalfi von seinem traditionellen Gehorsam gegenüber den Königen von Sizilien und nahm es direkt in seine eigene Machtbereich auf. Dies war eine direkte Bedrohung für Manfred und seine Kontrolle über das Königreich. Am 26. Oktober floh Manfred aus Teano, dessen Loyalität zweifelhaft war, und zu seinen treuen Sarazenen in der Stadt Lucera. In Lucera hatte er Zugriff auf die kaiserliche Schatzkammer, so dass er seine Truppen bezahlen konnte. Von Lucera führte er eine hauptsächlich aus Deutschen (und Deserteuren der päpstlichen Armee) bestehende Armee gegen die päpstliche Armee. Die Armeen trafen sich am 2. Dezember in Foggia und die päpstliche Armee wurde entscheiden geschlagen. 4000 päpstliche Söldner wurden getötet, Kardinal Guglielmo floh nach Neapel. Fünf Tage nach der Schlacht, am Fest des heiligen Andreas, am 7. Dezember, um die Zeit der Vesper, starb Innozenz IV. selbst. Er und die päpstliche Kurie hatten sich in Neapel aufgehalten. Der Papst besetzte den Palazzo, der einst dem Sekretär Friedrichs II., Pietro della Vigna, gehörte. Der einzige Beweis für die Ursache seines Todes kommt von Matthäus Paris der sagt, dass der Papst auf der Straße von Capua nach Neapel einen plötzlichen und scharfen Angriff der Brustfellentzündung erlitt, die eine Reihe von Ursachen gehabt haben kann. Bemerkenswert für die Zeiten ist, dass Gift nicht erwähnt wird. Am 8. Dezember wurde die Leiche in der Kathedrale von Neapel begraben.

## Wahl
Der Erste, der auf die Katastrophe in Foggia reagierte, war der Podestà der Stadt Neapel, Beretholinus Tavernerius, ein Bürger von Parma, der die Tore der Stadt sofort schließen ließ. Es wird gesagt, dass er dies getan hat, um zu verhindern, dass die Kardinäle die Stadt verlassen und die Wahl anderswo machen. Dies wurde nicht aus so etwas wie einem städtischen Stolz gemacht. Er wusste, dass Manfred wahrscheinlich versuchen würde, seinen unerwarteten Sieg zu nutzen, und dass Neapel das Hauptziel sein würde. Es bedurfte eines Papstes, um den sich die Truppen sammeln konnten, von dem die Truppen bezahlt werden konnten, dessen Truppen Neapel so lange verteidigen würden, wie der Papst und die römische Kurie anwesend waren. Das Schließen der Tore war kein Schritt, der zur Idee eines Konklaves führte, sondern nur eine kluge und vorsichtige Maßnahme, um die Interessen aller zu verteidigen, indem man so schnell wie möglich einen Papst erhielt. Den Überresten der päpstlichen Armee in Ariano wurde mitgeteilt, dass der Papst tot sei. Einige Kardinäle (vielleicht auch Ottobono Fieschi, dessen Familie viel zu verlieren hatte, aber auch viel zu gewinnen hatte) berichteten, dass der Legat, Kardinal Guglielmo Fieschi, sich ihnen anschließen sollte, um einen Papst zu wählen. Sie verließen so schnell wie möglich Ariano und machten sich auf den Weg nach Neapel. Dort wurden sie zum Grab des Papstes Innozenz und später zum Palazzo gebracht, wo sie zusammen mit den übrigen Kardinälen eingeschlossen wurden. Die Heilig-Geist-Messe wurde am Freitagmorgen, dem 11. Dezember, gesungen, und die zehn Kardinäle, die in Neapel waren, ließen sich nieder, um zu verhandeln. Am nächsten Morgen, den 12. Dezember, um die dritte Stunde des Tages, einigten sie sich auf ihren älteren Kardinalbischof Rinaldo Conti, der den Namen Alexander IV. wählte. Er wurde wahrscheinlich am Sonntag, den 20. Dezember 1254, gekrönt. Die Sedisvakanz dauerte nur fünf Tage, folgt man dem Augenzeugen Nikolaus von Calvi.
Es gibt aber auch eine alternative Geschichte. Sie stammt von Salimbene von Parma, O. Min., der ein persönlicher Freund und manchmal aus Gast des Kardinals Ottaviano Fieschi war. Nach Angaben von Fra Salimbene kam es bei der Wahl sofort zu einer Pattsituation. Das ist nicht unwahrscheinlich. Aber Fra Salimbene behauptet, dass die Kardinäle sich dafür entschieden haben, eine seltene Option, die des Kompromisses zu ziehen. Er sagt auch, dass der päpstliche Mantel von Kardinal Ottaviano Fieschi auf die Schultern von Kardinal Conti gelegt wurde; das ist ungewöhnlich, da das Privileg, den neuen Papst mit dem Mantel zu investieren, dem ältesten Kardinaldiakon gehört, der nicht Kardinal Ottaviano war. Vielleicht will Fra Salimbene andeuten, dass Kardinal Ottaviano derjenige war, der den Weg des Kompromisses gegangen war. Man kann sich aber auch vorstellen, dass diese Erzählung von Fra Salimbene von einem Kardinalbesuch in einem klösterlichen Refektorium in Parma stammt. In der Erzählung wird der Bericht von Nikolaus von Calvi nicht berücksichtigt, der ein Augenzeuge war. Es steht ebenfalls im Widerspruch zum Wahlmanifest „Quia fragilis“ von Papst Alexander IV. was darauf hindeutet, dass das Problem darin bestand, ihn dazu zu bringen, dem Papsttum zuzustimmen. In Wahrheit war es eine gefährliche Position.

## Kardinäle
Papst Innozenz IV. hatte 15 Kardinäle ernannt, sechs starben vor ihm, drei Kardinäle lebten noch, die von früheren Päpsten ernannt worden waren.
| Kardinal                 | Herkunft | Rang             | Titel(kirche)                  | Ernannt am         | durch         | Anmerkungen                                                                                                  |
| ------------------------ | -------- | ---------------- | ------------------------------ | ------------------ | ------------- | --- |
| Rinaldo Conti            | Jenne    | Kardinalbischof  | Bischof von Ostia und Velletri | 18. September 1227 | Gregor IX.    | Papst Alexander IV. (1254–1261)                                                                              |
| István Báncsa            | Ungarn   | Kardinalbischof  | Bischof von Palestrina         | 28. Mai 1244       | Innozenz IV.  | |
| Johannes von Toledo      | England  | Kardinalpriester | San Lorenzo in Lucina          | 28. Mai 1244       | Innozenz IV.  | Ein Unterstützer Heinrichs III. von England; arbeitete 60 Jahre in der römischen Kurie.                      |
| Hugo von Saint-Cher O.P. | Vienne   | Kardinalpriester | Santa Sabina                   | 28. Mai 1244       | Innozenz IV.  | Legat in Deutschland 1253                                                                                    |
| Gil Torres               | Spanien  | Kardinaldiakon   | Santi Cosma e Damiano          | Dezember 1216      | Honorius III. | Er starb 1254 oder 1255                                                                                      |
| Riccardo Annibaldi       | Rom      | Kardinaldiakon   | Sant’Angelo in Pescheria       | 1237               | Gregor IX.    | Rektor von Campagna e Marittima; Neffe von Kardinal Rinaldo Conti                                            |
| Ottaviano Ubaldini       | Florenz  | Kardinaldiakon   | Santa Maria in Via Lata        | 28. Mai 1244       | Innozenz IV.  | Erzbischof von Bologna (1240–1244), Kardinal (1244–1273); Legat in der Lombardei und Romagna 1247–1251.      |
| Giovanni Gaetano Orsini  | Rom      | Kardinaldiakon   | San Nicola in Carcere          | 28. Mai 1244       | Innozenz IV.  | später Papst Nikolaus III. (1277–1280)                                                                       |
| Guglielmo Fieschi        | Genua    | Kardinaldiakon   | Sant’Eustachio                 | 28. Mai 1244       | Innozenz IV.  | Neffe von Innozenz IV., Legat in Sizilien gegen König Manfred, der ihn in Foggia am 2. Dezember 1254 schlug. |
| Ottobono Fieschi         | Genua    | Kardinaldiakon   | Sant’Adriano al Foro           | Dezember 1251      | Innozenz IV.  | |

Nicht an der Papstwahl nahmen teil:
| Kardinal                     | Herkunft          | Rang            | Titel(kirche)                   | Ernannt am   | durch        | Anmerkungen |
| ---------------------------- | ----------------- | --------------- | ------------------------------- | ------------ | ------------ | --- |
| Odo von Châteauroux, O.Cist. | Erzbistum Bourges | Kardinalbischof | Bischof von Tusculum (Frascati) | 28. Mai 1244 | Innozenz IV. | Er war mit Ludwig IX. auf Kreuzzug; der König kehrte am 11. Juli 1254 zurück.                                     |
| Pietro Capocci               | Rom               | Kardinaldiakon  | San Giorgio in Velabro          | 28. Mai 1244 | Innozenz IV. | Legat in Deutschland; er wurde mit einem Brief von Innozenz vom 17. April 1254 zu den deutschen Fürsten geschickt |

## Nachwirkungen
Die Karriere von Kardinal Guglielmo Fieschi scheint beendet zu sein. Er wurde als Legat von Kardinal Ottavio Ubaldini ersetzt, der am 16. Januar 1255 in Kalabrien und Sizilien zum Päpstlichen Vikar ernannt wurde. Manfreds Karriere als Regent für den kleinen Sohn seines Bruders, Konradin, blühte auf.
Nach dem Sieg in Foggia eroberte oder reintegrierte er in sein Königreich Sizilien Barletta, Venusia, Acherunta, Rapolla, Amalfi, Trani und Bari. Manfreds anfänglicher Impuls war es, den Kontakt mit dem päpstlichen Hof zu vermeiden, damit seine Initiative in der Stadt Neapel und im ganzen Königreich Sizilien nicht als Zeichen der Schwäche betrachtet wird. Er widersetzte sich dem Ratschlag von Thomas von Acerno und Richard Filangeli, Verhandlungen für einen Frieden zu eröffnen. Die Situation änderte sich jedoch, als ein Bischof vom päpstlichen Hof ankam, um Manfred aufzufordern, bis zum 2. Februar 1255, dem Fest der Darstellung des Herrn, vor die Kurie zu treten, um sich einer Anklage wegen des Mordes an Burrellus von Anglono und das Unrecht der die Vertreibung des Päpstlichen Legaten (Kardinal Guglielmo Fieschi) und der päpstlichen Armee aus Apuliens zu stellen. Die kanonische Periode, in der die Vorladung beantwortet werden musste, macht deutlich, dass Papst Alexander IV. kurz nach seiner Krönung (20. Dezember 1254) die Entscheidung getroffen hatte, Manfred zu verfolgen, anstatt mit ihm Frieden zu suchen. Manfred antwortete schriftlich und entschuldigte sich mit der Begründung, dass es für seinen Neffen und nicht im Gegensatz zur römischen Kirche war, dass er getan hatte, was angeklagt wurde. Er weigerte sich weiterhin, persönliche Botschafter zum Papst zu schicken, und er hatte sicherlich nicht die Absicht, persönlich in Neapel zu erscheinen. Das wäre selbstmörderisch – eine Tatsache, die eine gültige Erwiderung auf die kanonische Forderung nach persönlicher Erscheinung ist. Ein päpstlicher Notar, der Manfred freundlich gesinnt war, Meister Jordanus von Terracina, empfahl jedoch, Botschafter trotzdem zu schicken. Schließlich gab Manfred nach und schickte Botschafter nach Neapel, aber als sie an den päpstlichen Hof kamen, fanden sie heraus, dass der Papst bereits Kardinal Ubaldini zum Legaten ernannt hatte und dass Ubaldini begonnen hatte, eine Armee aufzustellen. Offensichtlich war der Friede nicht Teil der päpstlichen Politik und die gerichtliche Säuberung der Verbrechen nur ein Vorwand. Indem er den Kurs auf die Konfrontation mit Manfred eher als die Versöhnung wählte, hatte Papst Alexander IV. beschlossen, die aktive Politik von Innozenz IV. fortzusetzen, die 1251 in Bewegung gesetzt wurde, als er nach Italien zurückkehrte, um die Hohenstaufen in Italien völlig auszurotten. Diese Politik hätte Konsequenzen für die nächsten dreißig Jahre und mehr. Der Widerstand gegen Konrad, dann gegen Manfred, dann gegen Konradin, endete erst 1268, und dann nur um den Preis, den Angevinen Karl, den Bruder Ludwigs IX. von Frankreich, dazu zu bringen, das Königreich von Neapel zu regieren.